# La Proie du vent
La Proie du vent is een Franse dramafilm uit 1927 onder regie van René Clair.

## Verhaal
Een piloot moet tijdens een storm een noodlanding maken in het park van een kasteel. Hij wordt verliefd op de gastvrouwe. De zaken worden echter al snel ingewikkeld.

## Rolverdeling
| Acteur             | Personage     |
| ------------------ | ------------- |
| Charles Vanel      | Pierre Vignal |
| Sandra Milovanoff  | Hélène        |
| Jean Murat         | Man           |
| Lillian Hall-Davis | Kasteelheer   |
| Jim Gérald         | Dokter        |